# Turnul Alb din Brașov

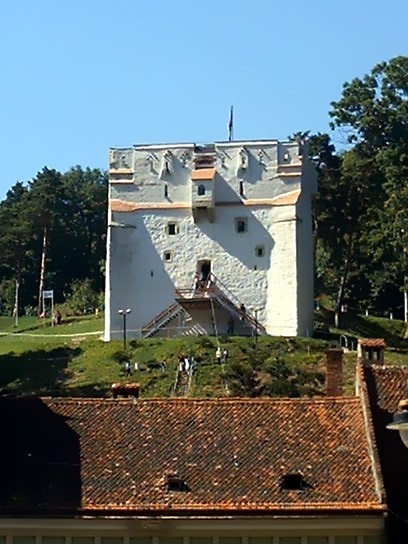
Turnul Alb, văzut din Piaţa Sfatului

Turnul Alb din Brașov este o fortificație construită între anii 1460 și 1494. Clădirea impresionează și astăzi prin masivitatea și zveltețea liniilor sale. Arhitectura edificiului se înscrie într-un plan semicircular deschis; peste 30 m diferență de nivel față de zidurile orașului; înălțime: 20 m spre oraș și 18 m înspre deal; zidurile au la bază 4 m, iar diametrul turnului măsoară 19 m. De-a lungul zidurilor sale, turnul prezintă metereze, guri pentru smoală și balcoane susținute de console cioplite în piatră. Aflându-se la 59 m depărtare de zidul cetății, turnul comunica cu aceasta printr-un pod mobil ce făcea legătura între turn și Bastionul Graft. Avea vedere spre Blumăna și, cu cele 5 etaje ale sale, era cel mai ridicat punct de fortificație din Brașov. În interiorul turnului s-a păstrat coșul de fum de deasupra unei vetre, care putea servi și pentru încălzirea paznicilor și a apărătorilor - breslași cositorari și arămari. În 1678, breasla cositorilor a răscumpărat obligația de apărare a turnului, numărul meșterilor fiind scăzut. Cu ocazia marelui incendiu din 21 aprilie 1689, focul dus de un vânt puternic a cuprins și Turnul Alb, care a ars, fiind renovat de abia în 1723. Alte acțiuni de restaurare au fost efectuate în 1902, 1974, 2002 și 2005 - 2006. Astăzi deține un punct muzeal.